# 정석화
정석화(1991년 5월 17일 ~ )는 대한민국의 축구 선수이며 포지션은 미드필더이며 윙어로도 뛸 수 있다.

## 클럽 경력
2013년 부산 아이파크에 입단하였으며 개막전인 3월 3일 강원 FC와의 리그 경기에서 데뷔전을 치렀다. 4월 21일 전남 드래곤즈와의 경기에서 어시스트를 기록하며 프로 데뷔 후 첫 공격 포인트를 올렸다.
2021년 여름 이적시장에서 성남 FC에 입단했다.
2022시즌 여름 이적시장을 통해 FC 안양으로 임대 이적했다.